# Masterpieces by Ellington
Masterpieces by Ellington è un album discografico del musicista e compositore jazz Duke Ellington, inciso per l'etichetta Columbia Records nel 1950.

## Descrizione
Si tratta del primo LP di Ellington. Il disco fu uno dei primi LP da 12 pollici ad approfittare della maggiore capienza disponibile e consisteva in 4 tracce.
L'album contiene versioni integrali dei classici di Ellington "Mood Indigo" (1930), "Sophisticated Lady" (1933) e "Solitude" (1934). Non più vincolati dai limiti dei 78 giri, questi arrangiamenti vanno dagli 8 ai 15 minuti di durata. I primi sono cantati da Eve Duke, indicata sotto il nome di Yvonne Lanauze, e il terzo include un assolo del trombonista Lawrence Brown. La composizione più recente, "The Tattooed Bride" (1948), dà ampio spazio al clarinettista Jimmy Hamilton. I lunghi arrangiamenti sono stati creati sia da Ellington che dal suo collaboratore di lunga data Billy Strayhorn.
La versione originale pubblicata nel 1951 nella linea "Columbia Masterworks" aveva una copertina rossa che venne successivamente rimpiazzata con una di colore blu nel 1956. L'album è stato ristampato in formato CD nel 2004 con l'aggiunta di 3 tracce bonus.

## Tracce
- Tutti i brani sono opera di Duke Ellington tranne dove indicato diversamente.

1. Mood Indigo (Ellington, Barney Bigard, Irving Mills) – 15:27
2. Sophisticated Lady (Ellington, Mills, Mitchell Parish) – 11:29
3. The Tattooed Bride – 11:43
4. Solitude (Ellington, Mills, Eddie DeLange) – 8:26
5. Vagabonds (Ellington, Juan Tizol, Johnny Burke) – 3:11 (Bonus track sulla ristampa CD)
6. Smada (Ellington, Billy Strayhorn) – 2:48 (Bonus track sulla ristampa CD)
7. Rock Skippin' at the Blue Note (Ellington, Strayhorn) – 2:27 (Bonus track sulla ristampa CD)

## Formazione
- Duke Ellington, Billy Strayhorn – pianoforte
- Cat Anderson (tracce 1-4, 6 & 7), Shorty Baker, Mercer Ellington (tracce 1-4), Fats Ford (tracce 1-4), Ray Nance, Nelson Williams – tromba
- Lawrence Brown (tracce 1-4), Tyree Glenn (tracce 1-4), Quentin Jackson, Britt Woodman (tracce 5-7) – trombone
- Jimmy Hamilton – clarinetto, sax tenore
- Johnny Hodges (tracce 1-4), Willie Smith (tracce 5-7) – sax alto
- Russell Procope – sax alto, clarinetto
- Paul Gonsalves – sax tenore
- Harry Carney – sax baritono, clarinetto basso (traccia 2)
- Wendell Marshall – contrabbasso
- Sonny Greer (tracce 1-4), Louis Bellson (tracce 5-7) – batteria
- Yvonne Lanauze – voce[5]